# Ilse Keydel
Ilse Keydel (Hannover, 11 febbraio 1921 – Hannover, 5 maggio 2003) è stata una schermitrice tedesca, vincitrice di due medaglie d'argento ed una di bronzo ai campionati mondiali di scherma.